# 'are'are
Cet article concerne la langue. Pour le peuple, voir 'Aré'aré.
Le ’are’are ou areare est une des langues des Salomon du Sud-Est, parlée par 17 900 locuteurs au sud de Malaita. Elle comporte deux dialectes : ’are’are et le marau (Marau Sound).